# والدرزهوف
شهر والدرزهوف (به آلمانی: Waldershof) در ایالت بایرن در کشور آلمان واقع شده‌است.